# Bencik, Yatağan
Bencik là một thị trấn thuộc huyện Yatağan, tỉnh Muğla, Thổ Nhĩ Kỳ. Dân số thời điểm năm 2011 là 1.751 người.